# Hélène Bagration
Pour les articles homonymes, voir Hélène.
Hélène ou Eleni Bagration (née en 1591) est une princesse géorgienne du XVIIe siècle.
Hélène Bagration est née en 1591. Elle est la fille aînée du roi Georges X de Karthli et de son épouse, la reine Maryam Dadiani.
Dans le but d'une alliance politique avec l'Empire russe, Hélène est fiancée encore jeune au tsar russe Fédor II (1605). Toutefois, celui-ci est assassiné le 20 juin 1605 avant leur mariage. Elle meurt probablement peu de temps plus tard.